# 平原郡 (朝鮮民主主義人民共和國)
平原郡（：／ Phyŏngwŏn gun */?）是朝鮮民主主義人民共和國平安南道西部的一個郡，位於首都平壤西北，西臨西朝鮮灣。面積451.53平方公里，2008年人口179,492人。下分1邑、2勞動者區、29里。

## 歷史
1396年稱永寧縣（영녕현），1423年稱永柔縣（영유현），1895年設郡。1914年改稱平原郡。